# Bardo (Ba Lan)
Bardo [ˈbardɔ] (tiếng Đức: Wartha) là một thị trấn thuộc quận Ząbkowice Śląskie, Lower Silesian Voivodeship, ở phía tây nam Ba Lan. Đó là trụ sở của khu hành chính (gmina) được gọi là Gmina Bardo.
Bardo nằm trên sông Đông Neisse, chảy ra khỏi Thung lũng Kłodzko về phía Vùng đất thấp Silesian. Nó nằm khoảng 10 kilômét (6 mi) về phía tây nam của Ząbkowice ląskie, và 72 kilômét (45 mi) phía nam thủ đô khu vực Wrocław. Tính đến năm 2006, thị trấn có dân số 2.860 người.
Thị trấn là một nơi được biết đến rộng rãi của cuộc hành hương và chầu Đức Trinh Nữ Maria.

## Lịch sử
Bardo được thành lập vào thế kỷ thứ 10 với tư cách là một nơi phòng thủ trên tuyến đường thương mại thời trung cổ từ Prague qua Sudetes qua Kłodzko đến Wrocław và Gniezno. Khu vực xung quanh đã được dân cư của Tây Slav bộ lạc và Bardo của castellans là các hiệp sĩ Ba Lan. Họ bảo vệ biên giới phía nam của vùng đất Hạ Silesian với vùng đất Kłodzko liền kề ở Bohemia. Vào năm 1096, Công tước Bretislaus II của Bohemia đã chiếm được và tàn phá pháo đài, tuy nhiên đến giữa thế kỷ 12, Bardo lại là một phần của Công tước Silesia của Ba Lan. Từ năm 1278 nó thuộc về Lãnh địa Jawor dưới Piast tước Bolko tôi sự nghiêm ngặt, từ 1321 tới các Lãnh địa Ziebice dưới tước Bolko II. Với Ziębice, Bardo được Vương quốc Bohemia chư hầu vào năm 1336. 

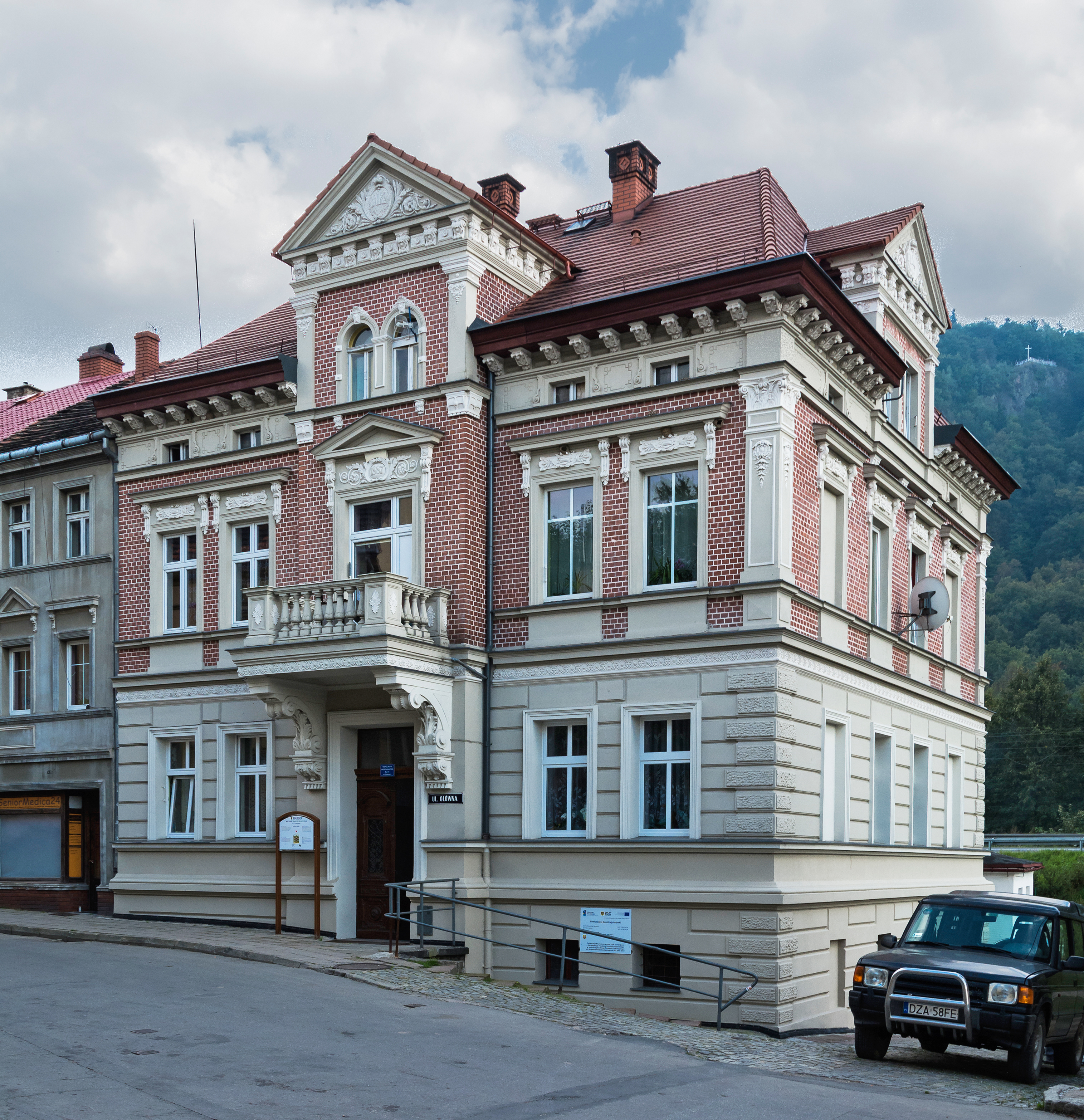
Phố cổ Bardo

Nhà nguyện của nó được xây dựng vào thế kỷ thứ 10, và nó được đề cập lần đầu tiên vào năm 1189 khi được các Giám mục của Wrocław cấp cho Hiệp sĩ Cứu tế. Năm 1210, nó được chuyển đến Kinh sĩ tại Tu viện Kamieniec. Năm 1290 các Gord đã mất tầm quan trọng chiến lược của mình và không còn tồn tại như một castellany. Năm 1299, toàn bộ khu vực đã được mua theo đơn đặt hàng của Cistercian và được sở hữu bởi chúng cho đến năm 1810. Hình ảnh của Madonna có từ thế kỷ 13, có lẽ là lâu đời nhất ở Silesia. Nhà thờ hành hương Baroque được dựng lên từ năm 1686 đến 1704.
Sau Chiến tranh Silesian đầu tiên, Bardo cùng với hầu hết Silesia đã bị Phổ sáp nhập vào năm 1742. Nó bị Ba Lan sáp nhập vào cuối Thế chiến II và dân số Đức bị trục xuất, Bardo đã đạt được vị thế của một thị trấn vào đầu thế kỷ 14, nhưng điều này đã bị mất do hậu quả của sự hủy diệt do Thế chiến II gây ra. Nó trở thành trụ sở của một gmina vào năm 1954, và được cấp lại tình trạng thị trấn vào năm 1969.
Các tòa nhà lịch sử vẫn còn tồn tại ở Bardo bao gồm nhà thờ hành hương Baroque với bàn thờ của Michael Willmann và cây cầu đá thế kỷ 15 bắc qua sông Neisse. 

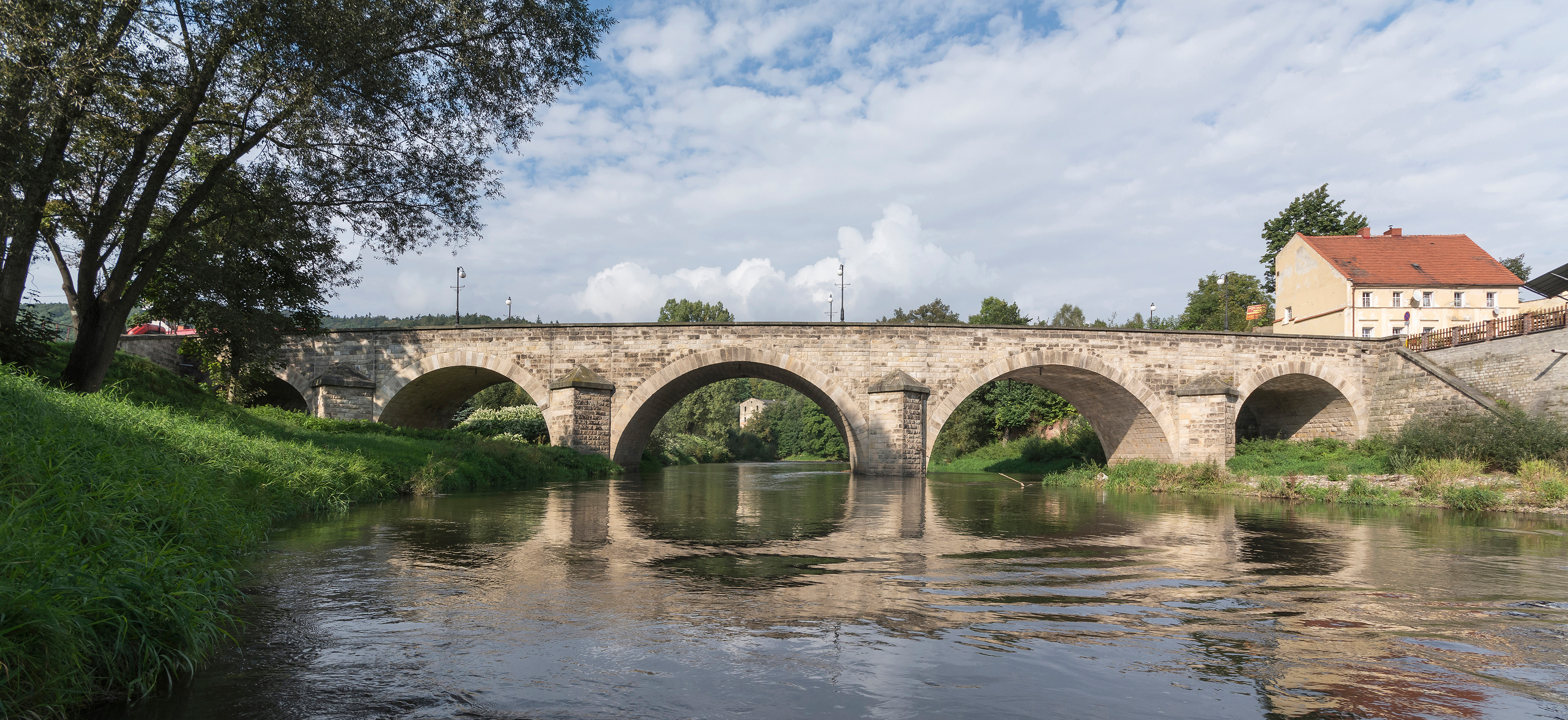
Cây cầu gothic bắc qua sông Đông Neisse (Nysa Kłodzka)

## liên kết ngoài
- Tour ảo Lưu trữ ngày 4 tháng 12 năm 2022 tại Wayback Machine hầu như tham quan thánh đường